# Сосновий ліс (заповідне урочище, Буський район)
Сосно́вий ліс — заповідне урочище місцевого значення в Україні. Розташоване в межах Золочівського району Львівської області, на північний захід від села Ожидів.
Площа — 11 га. Засноване рішенням Львівської облради від 9.10.1984 року, № 495. Перебуває у віданні Буський ДЛГ, Ожидівське лісництво.
Створене з метою збереження частини лісового масиву з цінними високопродуктивними насадженнями сосни звичайної та лісового цілісного ландшафту в межах Малого Полісся.